# اسرار مگو (فیلم)
اسرارِ مگو (انگلیسی: Skeletons in the Closet) یک فیلم ترسناک و دلهره‌آور آمریکایی آماده اکران به کارگردانی آصف اکبر با بازی ترنس هاوارد و کوبا گودینگ جونیور است.

## داستان
مادری ناامید از کودکی که تحت تسخیر روحی بدخواهانه است، به خود اجازه می‌دهد که برای نجات جان دختر بیمار لاعلاج خود، تسخیر شود.

## تولید
لنس کاواس در ابتدا قرار بود کارگردانی فیلم را بر عهده بگیرد. او به دلیل اختلافات خلاقانه پروژه را ترک کرد و آصف اکبر جایگزین او شد. فیلمبرداری در فوریه ۲۰۲۲ در لاس وگاس آغاز شد. در ۲۵ مارس ۲۰۲۲، اعلام شد که فیلمبرداری به پایان رسیده‌است.